# Komitialrechte
Als Komitialrechte (lateinisch iura comitialia) werden die Hoheitsrechte bezeichnet, die der Kaiser des Heiligen Römischen Reiches nur im Zusammenwirken mit dem Reichstag ausüben konnte. Demgegenüber stehen weitere Hoheitsrechte (die sog. kaiserlichen Reservatrechte), in deren Ausübung das Reichsoberhaupt entweder nicht eingeschränkt war (iura caesarea reservata) oder deren Wahrnehmung an die Zustimmung der Kurfürsten gebunden war (iura caesarea reservata limitata).
Die Komitialrechte umfassten die wichtigsten Hoheitsrechte und Regierungsmaterien des Reiches. In den Westfälischen Friedensverträgen wurden sie erstmals – wenn auch nicht vollständig – offiziell aufgezählt. Folgende Hoheitsrechte mussten vom gesamten Reich, also allen zum Reichstag geladenen Reichsständen, und dem Kaiser verhandelt werden:
- Reichsgesetzgebung (ohne das Recht der Proposition)
- Rechtsprechung des Reichskammergerichts
- Steuererhebung
- Entscheidung über Krieg (Heeresaufgebot, Festungsbau[1]) und Frieden
- Bündnisse und Außenpolitik

Entscheidungen, die das Reich als Ganzes betrafen, wurden ferner generell an die Zustimmung des Reichstags gebunden. Im Jahre 1711 wurde auch die Entscheidung über die Reichsacht ein Komitialrecht.